# Republikken Pskov
Republikken Pskov (russisk: Псковская Республика eller Pskovskaya Respublika, estisk: Pihkva vürstiriik) var en slavisk middelalderlig stat, der eksisterede fra anden halvdel af det 13. århundrede til begyndelsen af det 16. århundrede.

## Oprindelse
De ældste kendte vidnesbyrd om menneskelig bosættelse er henved 8.400 år gamle. Pskov fyrstendømmes oprindelige befolkning tilhørte den finsk-ugriske sproggruppe.[kilde mangler] I 600-tallet skete en indvandring til Velikaja-bassinet af østslaviske krivitšer. Deres bosætning udviklede sig til en handelsplads. Flere væsentlige handelsruter gik gennem fyrstendømmet. I 862 omtaltes i de gamle letopiss for første gang fæstningen Irborska, der synes opført i 600–1200-tallet. En ældre bosættelse med den tidligere fæstning Truvor lå omkring 1 km nordvest for Irborska.
I 1215 erobredes Pskov af en folkehær fra Sakala (estisk: sakalased) under den estiske hærfører Lembitu. I 1330 opførtes en stenfæstning i Irboska med et tårn på Zeravje-bjerget.
Efter opløsningen af Kievriget i 1100-tallet blev byen Pskov med omgivende områder ved Velikaja-floden, Peipussøen, Pskovskoje-søen og Narvafloden en del af Republikken Novgorod. Byen beholdt særrettigheder, herunder retten til at oprette egne aflæggerbyer, hvoraf Irborska blev den mest fremstående. Takket være byens fremtrædende rolle i slaget ved Neva og slaget på isen mod Sværdbroderordenen voksede dens betydning markant. Byen nød en udstrakt selvstændighed under den langvarige ledelse af Daumantas (1266-1299) og især som følge af hans sejr i slaget ved Rakovor (1268). Novgorods bojarer anerkendte byens uafhængighed i Bolotovo-traktaten (1348) og afstod deres tidligere formelle ret til at udnævne byens posadnik. Byen bevarede sin uafhængighed af Novgorod i kirkelige spørgsmål til 1589, da der blev oprettet et særligt Pskov-bispedømme, og ærkebisperne i Novgorod undlod at bruge navnet Pskov i deres titel og kaldte sig "Ærkebiskop af Store Novgorod og Velikie Luki".

## Indre organisering
Republikken havde et veludviklet landbrug, fiskeri, smedevirksomhed, juvelerkunst og byggevirksomhed. Takket være en omfattende handel inden for republikkens grænser med Novgorod og andre slaviske stæder, med Baltikum og med handlende fra Hanseforbundet udviklede byen sig til en af de største med hensyn til håndværk og handel. I modsætning til Republiken Novgorod havde Pskov aldrig store feudale jordejere; deres godser var mindre og mere spredte, end de var i Novgorod. Godserne under klostre og kirker var også mindre. De sociale relationer fik deres egen form i en særlig Lovbog for Pskov. De særlige økonomiske forhold, de historiske forbindelser med Novgorod, stillingen som en grænseby og de dertil knyttede militære farer førte til udviklingen af veche-systemet. Knyaz spillede en mindre rolle i staden. Veche valgte posadnikker og sotskiyer (сотский – oprindelig repræsentanter for et hundrede familier eller husholdninger) og regulerede relationerne mellem de feudale, posad (borgerne), izbornik (изборник – de folkevalgte embedsmænd) og smerd (bønderne). Bojar-rådet havde en særlig indflydelse ved beslutninger i veche, som holdt sine møder i Treenighedskatedralen.
I Treenighedskatedralen opbevaredes tillige arkiverne for veche og andre vigtige private papirer og offentlige dokumenter. Valget til embeder blev et privilegium for adelige. I de mest afgørende øjeblikke spillede de såkaldte "molodshiye"-folk (молодшие посадские люди, lavere embedsmænd) en stor og til tider afgørende rolle i veche. Magtkampe mellem bojarer og smerder, "molodshiye" og "bolshiye"-folk (højere embedsmænd) afspejledes i det 14. århundrede i Strigolniki og i debatterne i veche fra 1470'erne til 1490'erne, der ofte endte i blodige sammenstød.

## Republikkens sidste år
En styrkelse af forbindelserne med Moskva som følge af den økonomiske udvikling og udenrigspolitiske forhold, blandt andet deltagelse i slaget ved Kulikovo 1380 og de heldige kampe mod den Tyske Orden og Litauen medvirkede til at undergrave republikkens selvstændighed. En del af stadens bojarer og købmænd forsøgte at imødegå sammenslutning med Moskva, men uden indbyggernes tilslutning.
1473 oprettedes i Kamenka-dalen Petseri kloster.
I 1510 ankom fyrst Vasilij 3. af Moskva til byen og erklærede sit votchina, hvorved republikkens selvstændighed ophørte. Stadens veche blev opløst og omkring 300 familier blandt stadens rigeste blev udvist. Deres jordejendomme blev fordelt til embedsfolk fra Moskva. Fra dette tidspunkt udviklede staden og de omgivende områder sig som dele af en centraliseret russisk stat med sæde i Moskva, omend en del af økonomiske og kulturelle traditioner blev bevaret. 1581 eroberedes fyrstendømmets område af Stefan Batory, og det kom til at indgå i Rzeczpospolita.

## Fyrster af Pskov
Frem til 1399 skiftede magten i Pskov flere gange. Fra Storfyrstendømmet Moskvas indtagelse af byen, kontrolleredes udnævnelsen af Pskovfyrster af Moskva.
| - ca. 800 Nord-Krivitšiternes (pleskovitšiternes) stammecenter til - ca. 800–862 Republikken Novgorod - 862-864 Truvor, Ruriks broder, fra Izborsk fyrstendømme - 864–1010 Republikken Novgorod Rurikdynastiet - 1010–1036 Sudislav Vladimirovitj 1036-1132 ukendte fyrster - 1132-1136 Svjatopolk 1. Mstislavitj - 1136–1137 Republikken Novgorod - 1137–1138 Vsevolod 1. Mstislavitj - 1138-1138 Svjatopolk I Mstislavitj (igen) - 1138-1177 Republikken Novgorod - 1177-1180 Boris 1. - 1180-1209 Republikken Novgorod - 1180-1195 Mstislav Romanovitj, den gamle - 1209-1211 Vladimir 1. Mstislavitj - 1211-1212 Republikken Novgorod - 1212-1213 Vladimir 1. Mstislavitj (igen) - 1213-1214 Vsevolod 2. Mstislavitj - 1214-1214 Jaroslav 1. - 1214-1215 Republikken Novgorod - 1215-1227 Vladimir 1. Mstislavitj (igen) - 1227-1232 Republikken Novgorod - 1232-123? Juri - 123?-1240 Republikken Novgorod - 1240-1242 Den Liviske Orden - 1242-1348 Republikken Novgorod - 1255-1255 Jaroslav 1. Jaroslavitj af Tver - 1257-1257 Vasilij 1. Aleksandrovitj - 1264-1266 Svjatoslav Jaroslavitj Mindaugasdynastiet - 1266-1299 Dovmont (Timofej) Litauiskdynasti - 1299-132? David 1. 132?-1327 tronen ledig Rurikdynastiet - 1327-1337 Aleksandr 1. Michajlovitj i eksil 1337-1340 tronen ledig - 1340-1341 Alexandr 2. Gediminasdynastiet - 1341-1343 Andrej 1. Polotskij Litauiskdynasti - 1343-134? Ivan 1. Gediminasdynastiet - 134?-1348 Andrej 1. Polotskij (igen) Litauiskdynasti - 1348-1356 Evstatij af Izborskij ukendt dynasti - 1356-1358 Vasilij 2. Razbudivsjij Litauiskdynasti - 1358-1360 Evstatij af Izborskij (igen) ukendt dynasti - 1360-137? Aleksander 3. - 137?-1377 Matvej Gediminasdynastiet - 1377-1379 Andrej 1. Polotskij (igen) 1386-1394 tronen ledig - 1394-1396 Andrej 1. Polotskij (igen) - 1396-1399 Ivan 1. | Litauiskdynasti - 1396-1404 Grigorij Rurikdynastiet - 1399-1499 Ivan 1. Vsevolodovitj af Kholm - 1401-1407 Daniel 1. - 1407-1408 Konstantin 1. Uglitskij - 1407-1408 Konstantin 2. - 1408-1409 Daniel 1. (igen) - 1410-1412 Aleksandr 4. Fedorovitj - 1412-1414 Konstantin 1. Uglitskij (igen) - 1415-1417 Andrej 2. Aleksandrovitj - 1417-1420 Fiodor 1. Aleksandrovitj - 1421-1423 Aleksandr 4. Fedorovitj (igen) Gediminasdynastiet - 1424-1425 Fiodor 2. 1425-1428 tronen ledig Rurikdynastiet - 1428-1428 Dmitrij I - 1429-1434 Aleksandr 4. Fedorovitj (igen) - 1434-1436 Vladimir 2. - 1436-1436 Ivan 2. Baba - 1436-1436 Boris - 1436-1439 Vladimir 2. (igen) Gediminasdynastiet - 1437-1437 Ivan 1. (igen) - 1439-1442 Aleksander 5., Ivan 1.s søn Gediminas-Tjartoryjskij - 1443-1447 Aleksander 6. Rurikdynastiet - 1448-1455 Vasilij 3. Greben - 1454-1454 Ivan 3. Sjemjakin Gediminasdynastiet - 1455-1460 Aleksander 6. (igen) Rurikdynastiet - 1460-1461 Ivan 4. - 1461-1462 Vladimir 3. Andrejevitj Gediminasdynastiet - 1463-1466 Ivan 5., Patrycy søn Rurikdynastiet - 1463 Fiodor 3. 1466-1467 tronen ledig - 1467-1472 Fiodor 3. (igen) - 1472-1474 Jaroslav 2. - 1474-1475 Daniel 2. - 1475-1477 Jaroslav 2. (igen) - 1478-1480 Vasilij 4. - 1480 Andrej 3. Nogot - 1480-1488 Jaroslav 2. (igen) - 1489-1491 Semen - 1491-1496 Vasilij 4. (igen) - 1496-1499 Aleksandr 7. - 1499-1502 Vasilij 5. - 1502 Aleksander 8. - 1502-1503 Ivan VI Gorbatyj - 1503-1507 Dmitrij 2. - 1507-1509 Petr den Store - 1509-1510 Petr 2. Najdennyj Fra 1510 var Pskov direkte underlagt storfyrsten af Moskva |